# Litmanen
Litmanen är en sjö i kommunen Suonenjoki i landskapet Norra Savolax i Finland. Sjön ligger 109 meter över havet. Den är 1,5 meter djup. Arean är 60 hektar och strandlinjen är 5,76 kilometer lång. Sjön  ingår i Vuoksens huvudavrinningsområde.   Den ligger omkring 36 kilometer sydväst om Kuopio och omkring 300 kilometer norr om Helsingfors. 